# Nymphéa (Saariaho)
Pour les articles homonymes, voir Nymphéa.
Nymphéa est une œuvre pour quatuor à cordes et électronique de la compositrice finlandaise Kaija Saariaho, composée en 1987. Elle a été créée le 20 mai 1987 par le Kronos Quartet à New-York.

## L'œuvre
Commande du Lincoln Center pour le Kronos Quartet, la pièce est inspirée par Les Nymphéas de Claude Monet, mais aussi par les images visuelles de la forme, de la couleur et de la symétrie de la plante et de ses déformations lors de ses déplacements sur l'eau.
Elle comprend des parties murmurées d'un poème d'Arseni Tarkovski présent dans le film Stalker,. Ce sont des extraits de ce poème traduits en anglais qui sont murmurés en direct par les musiciens, et qui sont traités électroniquement par un délai, qui les rend incompréhensibles mais les intègre à la texture de la pièce. Le dispositif numérique permettant la réalisation de l'arrangement électronique est assuré par Jean-Baptiste Barrière.
Nymphea fait partie du cycle Jardin secret, troisième numéro. Les deux premiers sont Jardin secret pour bande (1984) et Jardin secret II, pour clavecin et bande (1984).
La durée d'exécution est d'environ 20 minutes.

## Concerts
- En 1993 : à Antwerpen (Belgique) avec Arditti String Quartet, deSingel, avec Kaija Saariaho et Paul Jeukendrup (régie son)
- En 2002 : à Paris avec Avanti! Chamber Orchestra et Sani Kaskela puis avec Hannu Lintu à Stockholm ; avec l'Institut Finlandais à Georges Pompidou ; à Barcelone avec le Casals Quartet ; à Berin avec Simon Halsey puis au Magma2002Berlin avec le Cikada String Quartet ;
- En 2003 : au Japon à Tokyo avec Avanti! ; en tournée en Lettonie, Lituanie et Estonie ; en Finlande à Helsinki ;
- En 2004 : en Finlande à Hämeenlinna ; en Pologne à Varsovie ;
- En 2006 : en Belgique pour le Klara Festival aux Palais des Beaux-Arts de Bruxelles ; avec le Meta4 à New York et à Gent ; avec le Helios StreichQuartett à Weimar ;
- En 2007 : à Heidelberg avec Erik Nielsen ;
- En 2008 : à Munich et à Hambourg ;
- En 2009 : au Nordisches Klangfest avec Kaija Saariaho, dirigé par René Gulikers, en Allemagne ; au Lucerne Festival en Suisse dirigé par Stefan Asbury ; à Hannover avec Nomos-Quartet ;
- En 2011 : au Carnegie Hall, New York, avec Elizabeth Futral. Cette production joue en même temps la première mondiale d'Emilie Suite ;
- En 2012 : en Turquie ;
- En 2013 : au Kuhmo Chamber Music Festival ;
- En 2014 : à Dijon avec le Arditti String Quartet ; à Londres avec le Guastalla Quartet ; en Italie au Festival of Milano Musica ; en Espagne avec Cuarteto Breton ;
- En 2016 : aux Etats-Unis, dirigé par Andreas Levisianos ; au Ojai Music Festival en Californie ; en première coréenne à Seoul ;
- En 2017 : pour Présences 2017 à Paris ;
- En 2021 : au Festival d'Aix en Provence avec le Quatuor Meta4 ; aux Pays-Bas pour le November music festival ;

## Discographie
- Saariaho: Du Cristal à la Fumée/Sept Papillons/Nymphéa, Ondine, 1993, dirigé par Esa-Pekka Salonen, avec le Kronos Quartet.
- Saariaho, Cage, Maderna: In Due Tempi, Universal Classics, 2018, par le Cikada String Quartet.